# بیبرگ
بیبرگ (به آلمانی: Biberg) یک منطقهٔ مسکونی در آلمان است که در کیپفنبرگ واقع شده‌است. بیبرگ ۳۳۸ نفر جمعیت دارد.